# Carl Rosendahl
Carl Ebbe Ludwig Rosendahl, född 2 september 1852 i Köpenhamn, död 11 augusti 1917 i Trient var en dansk-tysk sjöofficer och konteramiral i den kejserliga tyska marinen. Han var den förste guvernören för den tyska kolonin Kiautschou i Kina från den 16 april 1898 till den 18 februari 1899.

## Biografi
Carl Rosendahl var son till Karl Rosendahl, tjänsteman inom danska finansministeriet, och Ida Paulsen. Han blev 1869 kadett i marinen, 1873 underlöjtnant, 1876 löjtnant, 1883 kaptenlöjtnant, 1890 korvettkapten, 1896 kommendör och pensionerades 1902 samtidigt som han befordrades till konteramiral till förfogande.
Han anlände till Tsingtau som nyutnämnd guvernör 15 april 1898, tillsammans med sin fru och unga dotter, och tog över från Oskar von Truppel som varit tillförordnad på posten. Amiral Alfred von Tirpitz var dock missnöjd med hur Rosendahl skötte guvernörsposten, och utsåg redan 10 oktober Paul Jaeschke till ny guvernör. Rosendahl fick dock stanna på posten till 18 februari 1899, då Jaeschke kunde tillträda på posten.
Tillbaka i Tyskland fick Rosendahl 1899 befäl över linjeskeppet Brandenburg. Efter att boxarupproret brutit ut skickades i juli 1900 flera tyska örlogsfartyg till Kina, bland annat Brandenburg. Därför var Rosendahl åter i Kina 1900-1901.